# Andrey Varankow
Andrey Varankow (sinh 8 tháng 2 năm 1989), cũng được viết là Andrey Voronkov, là một cầu thủ bóng đá Belarus thi đấu ở vị trí tiền đạo cho Gorodeya.

## Sự nghiệp quốc tế
Varankow ra mắt cho Đội tuyển bóng đá quốc gia Belarus trong trận vòng loại Euro 2008 trước Luxembourg ngày 13 tháng 10 năm 2007. Anh là thành viên của U-21 Belarus đứng thứ 3 chung cuộc tại Giải bóng đá U-21 vô địch châu Âu 2011, thi đấu tất cả năm trận và ghi 2 bàn, trước U-21 Iceland và U-21 Tây Ban Nha. Anh là một phần của đội tuyển Belarus tại Thế vận hội Mùa hè 2012, ghi 1 bàn thắng trước Ai Cập.

## Danh hiệu
Dynamo Kyiv
- Vô địch Siêu cúp bóng đá Ukraina: 2007